# Grad Dankwarderode
Grad Dankwarderode na Burgplatzu v Braunschweigu je saški nižinski grad. Stoletja je bil rezidenca vojvod Braunschweigških, danes pa je del muzeja vojvode Antona Ulricha.

## Zgodovina gradnje in uporabe

### Srednji vek
Na naravnem otoku reke Oker je bila že v 11. stoletju utrdba grofov Brunonen, prvič omenjena leta 1134 kot castrum Tanquarderoth, na tem mestu pa je bil med letoma 1160 do 1175 zgrajen grad Dankwarderode kot pfalca vojvode Henrika Leva. Vojvoda Dankward kot soimenjak je zgodovinsko nezaznaven.
Otoški grad je zasedel celotno velikost nekdanjega otoka na reki Okera, tako na primer od današnje Münzstraße do Vieweghausa in od Ruhfäutchenplatza do Domplatza. Po vzoru kraljeve pfalce v Goslarju je bila glavna stavba dvonadstropna palača z dvojno kapelo. Iz zgornjega nadstropja je bil neposreden dostop do severnega transepta stolnice svetega Blaža, ki jo je Henrik Lev ustanovil leta 1173 kot kolegijsko cerkev. Pritličje je imelo talno ogrevanje. Dankwarderode in veliki deli starega mesta so bili uničeni v požaru leta 1252.
Grad je kmalu izgubil pomen kot utrdba mesta. Postal je vojaško nesmiseln, ko je bil obkrožen s stavbami novega mesta. 

### Renesansa do 19. stoletja
Stene gradu so porušili leta 1580. Palas je bil obnovljen leta 1616 v [[renesančna arhitektura|renesančnem slogu. Ostali deli gradu so propadali in se stoletja niso obrabljali. Jarek je obstajal do leta 1798 in bil nato zasut, da bi naredili prostor za nove stavbe. Od takrat se ime Dankwarderode grad nanaša le na zdaj rekonstruirano obliko še vidne palas.
V letih 1635-1643 je bila stavba, ki se v tem času imenuje Mosthaus sedež vojvode Augusta mlajšega († 1666), preden je preselil rezidenco v Wolfenbüttel. Vojvoda Anton Ulrich je v letih 1690 do 1700 prepustil gradnjo arhitektu Völckerju in gradbeniku Korbu. Grajska kapela sv. Jurija in svete Gertrude je bila porušena konec 17. stoletja po požaru.
V letih od 1763 do 1765 je južni del palasa za Ferdinanda, brata vojvode Karla I., obnovil Carl Christoph Wilhelm Fleischer (Ferdinandsbau). Od leta 1808 je palas služili kot vojašnica. Po požaru v noči na 21. julij 1873  je bilo načrtovano rušenje v korist gradnje cest, kar so preprečili državljanski protesti. Leta 1878 je mesto z državno subvencijo pridobilo ruševine. 

### Rekonstrukcija in novogradnja
Palas je rekonstruiral mestni svetnik, arhitekt Ludwig Winter med letoma 1887 do 1906 na podlagi intenzivnih arheoloških raziskav na račun vladarja princa Albrechta in obnovil kot neoromansko stavbo. V času zavarovanja srednjeveških ostankov je Winter lahko v veliki meri rekonstruiral srednjeveški tloris. Zgodovinski del vključuje arkadni stolp v kleti in zadnjo steno palasa s pogledom na Münzstraße z romanskimi okni viteške dvorane. Vse ostalo, zlasti dobro znana fasada, obrnjena proti Burgplatzu, je rekonstrukcija v smislu historicizma in najverjetneje v tej obliki ni obstajala.
Sedanja dvonadstropna dvorana (15 × 42 m) je sestavljena iz Knappensaale v pritličju in Rittersaale v zgornjem nadstropju in sta zasnovani v prosti rekonstrukciji. Zgodovinsko sliko je naredil dvorni slikar Adolf Quensen. Med drugo svetovno vojno je zgradba utrpela neposreden udarec eksplozije, ki je v veliki meri uničila strešno konstrukcijo viteške dvorane in historicistično slikarstvo. Po vojni je bila škoda začasno odstranjena.
Od leta 1963 je v preprosti Knappensaal v pritličju oddelek srednjega veka v muzeju vojvode Anton Ulrich, vključno z originalom Braunschweigškega leva, ki je bil postavljen v 12. stoletju na sosednjem Burgplatzu in plašč cesarja Otona IV. Zgornje nadstropje je bilo v začetku 1990-ih temeljito rekonstruirano, slike pa so bile obnovljene v prvotni obliki. Danes se uporablja za prireditve in razstave, sicer se ne more obiskati.
V sobi, ki meji na viteško dvorano na severu, sta dva odprta kamina, vsak z dvema stebroma iz travertina, zelo redkega kamna.
- Grajsko dvorišče
- Dankwarderode okoli leta 1720
- Dankwarderode c. 1865
- Velika dvorana
- Original leva v muzeju.
- Relikviarij svetega Blaža v muzeju.